# ماهواره رصد
ماهوارۀ رَصَد، دومین ماهوارۀ ایرانی است که توسط موشک‌های حامل ایرانی به فضا فرستاده شده‌است. این ماهواره همچنین نخستین ماهوارۀ تصویربرداری ایران محسوب می‌شود. «رصد»، با نام کامل رصد-۱، که در تاریخ ۲۵ خرداد ۱۳۹۰خ (۱۵ ژوئن ۲۰۱۱م) به فضا پرتاب شده بود، روز ۱۵ تیرماه ۱۳۹۰ (۶ ژوئیه ۲۰۱۱) مجدداً وارد جو شد و به عمر تقریباً سه‌هفته‌ای خود پایان داد.

## مشخصات ماهواره و عملکرد آن
«رصد»، که برای تزریق در مداری با ارتفاع ۲۶۰ کیلومتر طراحی شده بود، در هر شبانه‌روز ۱۵ بار به دور زمین می‌چرخید و وزن آن ۱۵٫۳ کیلوگرم بود. اینطور به‌نظر می‌رسد که توانایی محدود موشک‌های ماهواره‌بر نسل سفیر باعث شده که رصد، و سلف آن امید، در ابعاد بسیار کوچک و در دستۀ میکروماهواره‌ها ساخته شوند.
طبق مشخصات اعلامی از سوی سازمان فضایی ایران، اغلب زیرسیستم‌های اصلی یک ماهوارۀ بزرگ در «رصد» موجود بوده، که از جملۀ آن‌ها می‌توان به سیستم‌های مدیریت توان، سلول‌های خورشیدی، کنترل وضعیت، محمولۀ تاکتیکی، GPS، مدیریت داده و فرامین روی بورد، گیرنده و فرستندۀ روی بورد، فرستندۀ رنجینگ و کنترل دما اشاره کرد.
زیر سیستم کنترل وضعیت ماهوارۀ رصد متکی بر روش غیرفعال بود، که با استفاده از بوم گرادیان جاذبه انجام می‌پذیرفت.
رصد برای تأمین برق مورد نیاز خود به صفحات خورشیدی متصل بر دیوارۀ ماهواره، و باتری یا باتری‌های داخلی مجهز بود. این ماهواره همچنین از زیرسیستم کنترل تولید و توزیع جریان الکتریکی بهره می‌برد که ماهواره را قادر می‌ساخت در بخش تاریک مدار از باتری‌ها استفاده نماید، و در بخش روشن آن‌ها را شارژ کند.
دقت تصویر دوربین به‌کار رفته در رصد، که نخستین گام ایران در داشتن یک ماهوارۀ مستقل تصویربرداری از پدیده‌های زمین محسوب می‌شد، ۱۵۰ متر اعلام شده‌است. وبلاگ All Things Nuclear در مقالۀ خود دربارهٔ ماهوارۀ رصد، اشاره کرده که این ادعا، که رصد می‌تواند عکس‌های با دقت بالا تهیه کند، صحیح نیست، زیرا دقت تصاویر Google Earth برای بیشتر نقاط زمین به‌طور معمول ۱۵ متر، و در ایالات متحده ۱ متر است.
با توجه به عدم انتشار تصاویری از دوربین ماهواره در مدت عمر رصد، با وجود ادعای دریافت تصاویر و وعده برای پخش آن‌ها از صداوسیما، به نظر می‌رسد اشتباه محاسباتی در سرعت و زمان بازکردن این بوم، باعث بیرون‌رفت ماهواره از کنترل شده باشد. به احتمال خیلی زیاد جهت‌گیری ماهواره نسبت به زمین اشتباه، یا ماهواره خارج از کنترل بوده‌است.
ماهوارهٔ «رصد-۱»، با کد NSSDC ‏ 2011-25A، در کاتالوگ سازمان فضایی ناسا نامگذاری و ثبت شده‌است. این کد، شیوۀ نامگذاری بین‌اللملی ماهواره‌هاست و در آن پرتاب‌های ناموفق نامگذاری نمی‌شود.
براساس همین کاتالوگ شمارهٔ NORAD «رصد»، ‏ ۳۷۶۷۵ است.
به گفتۀ سرپرست سازمان فضایی ایران، عمر ماهواره از یک تا دو ماه و برابر با درازای عمر ماهوارۀ پیشین ایران، امید، پیش‌بینی شده بود.

## واکنش‌ها

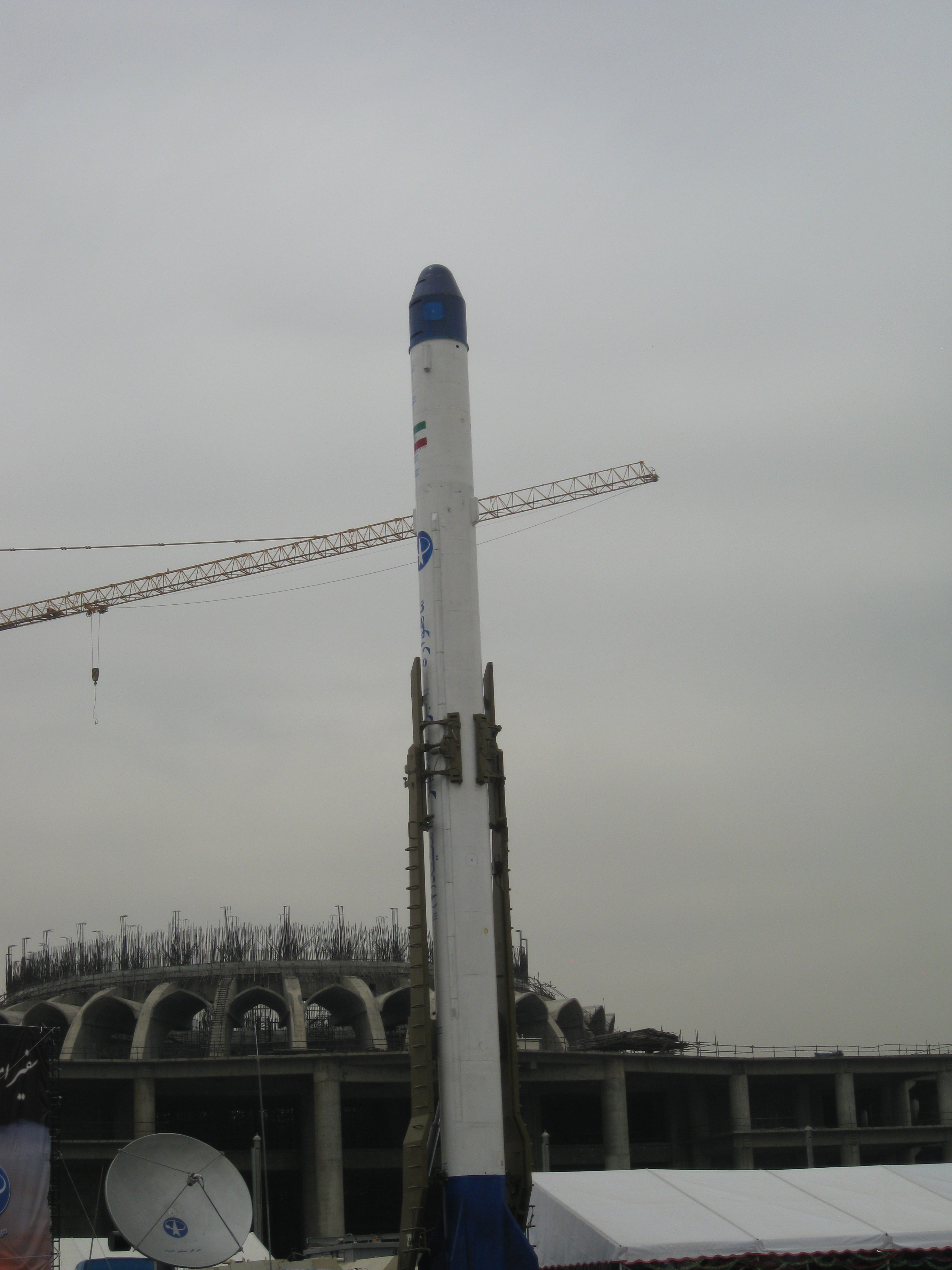
ماهواره بر سفیر1

در خردادماه سال ۱۳۹۰ تلویزیون ایران اعلام کرد که این ماهواره با کمک ماهواره‌بر سفیر ۱ -ب در مدار ۲۶۰ کیلومتری زمین قرار گرفته‌است. خبرگزاری آسوشیتد پرس در خبر خود عنوان کرد که «تأییدیه‌ای از منابع مستقل، مبنی بر تأیید پرتاب، یا به مدار رسیدن ماهواره، وجود نداشته‌است». بی‌بی‌سی نیز در گزارش خود عنوان کرد که خبر پرتاب ماهواره رصد به فضا توسط خبرگزاری‌های بین‌المللی به نقل از منابع خبری جمهوری اسلامی نقل شده‌است و این خبرگزاری‌ها عنوان کردند که به دلیل محدودیت فعالیت رسانه‌های خارجی در جمهوری اسلامی، امکان تأیید مستقل این گزارش‌ها وجود نداشته‌است. وبلاگ All Things Nuclear اعلام کرد که شبکهٔ رصد فضای ایالات متحدهٔ آمریکا (SSN) قرار گرفتن آن را در فضا تأیید کرده‌است.
چارلز ویک متخصص در زمینۀ راکت‌های ایرانی در وبگاه گلوبال سکیوریتی، در گفت‌وگو با روزنامۀ نیویورک تایمز، پرتاب رصد را «گامی بزرگ به جلو» برای ایران خوانده است. وی همچنین با اشاره به تأخیر در پرتاب ماهوارۀ رصد، علت این تأخیر را اشتباهات مدیریتی و اثر تحریم‌ها که بر دسترسی به فناوری و سخت‌افزار اثر می‌گذارد، دانسته‌است. «براین ویدن»، عضو اندیشگاه «بنیاد دنیای امن» مستقر در واشینگتن دی‌سی، در مصاحبه با نیو ساینتیست، پرتاب ماهوارۀ رصد را نشانگر سطح خوب دانش موشکی ایران دانسته و اضافه‌کرده‌است پرتاب موفقیت‌آمیز دومین ماهواره تردیدهای احتمالی را، در مورد اتفاقی‌بودن پرتاب ماهوارۀ پیشین ایران، امید، برطرف کرده‌است.